# (22567) Zenisek
(22567) Zenisek (1998 HK33) – planetoida z grupy pasa głównego asteroid okrążająca Słońce w ciągu 3,56 lat w średniej odległości 2,33 j.a. Odkryta 20 kwietnia 1998 roku.